# Саламандра анатолійська
Саламандра анатолійська (Lyciasalamandra antalyana) — вид земноводних родини саламандрових (Salamandridae). Один із 7 видів роду. Поширений у Туреччині. Раритетний вид, занесений до Червоного списку МСОП. Отруйна амфібія.

## Опис
Загальна довжина досягає 12—13,9 см. Спостерігається статевий диморфізм: самиці більші за самців. Голова сплощена та витягнута. На горлі присутні шкіряна складка. на задній частині голови помітні паратоїди (залози). Тулуб стрункий та кремезний з 11—13 слабко помітними реберної борознами. Хвіст дорівнює або менше за тіло. У самця зверху хвоста є колосоподібний виступ та шлюбні мозолі на передніх кінцівках.
Забарвлення спини жовте з темними плямами, або навпаки. Бічні смуги нечіткі, жовтуватого кольору. Черево жовтувата. Паратоїди-залози мають жовте забарвлення, також на кожному оці присутня пляма, що нагадує «пов'язку», жовтого кольору. Між очима проходить жовто-коричнева або коричнева смуга.

## Поширення
Вид поширений на обмеженій території Південно-Західної Анатолії (Туреччина).

## Особливості біології
Населяє ліси помірного пояса, чагарникові та скелясті місцини. Зустрічається на висоті до 100–650 м над рівнем моря. Активна вночі. Найбільшу активність проявляє в більш прохолодні та вологі зимові місяці, на які припадає і сезон розмноження.
Статева зрілість настає у віці близько 3 років. Парування відбувається амплексусом. Розмноження ніяк не пов'язане з водою. Яйця розвиваються усередині матки. Цим тваринам властива «оофагія», коли сильні личинки поїдають незапліднені яйця або більш слабких личинок. Через 5-8 місяців з'являється 2 повністю розвинених дитинчати, які досягають у довжину близько 7 см і важать близько 2 г.
Тривалість життя в середньому 10 років.

## Охорона
Раритетний вид земноводних, занесений до Червоного списку МСОП (охоронна категорія: вид перебуває в небезпечному стані).